# سرگی زامورسکی
سرگی زامورسکی (استونیایی: Sergei Zamorski؛ زادهٔ ۲۲ ژانویهٔ ۱۹۷۱) بازیکن فوتبال اهل استونی بود.
وی همچنین در تیم ملی فوتبال استونی بازی کرده‌است.